# Denisiphantes denisi
Denisiphantes denisi là một loài nhện trong họ Linyphiidae. Chúng được Ehrenfried Schenkel-Haas miêu tả năm 1963 và chỉ được tìm thấy ở Trung Quốc.